# Lincoln Corsair

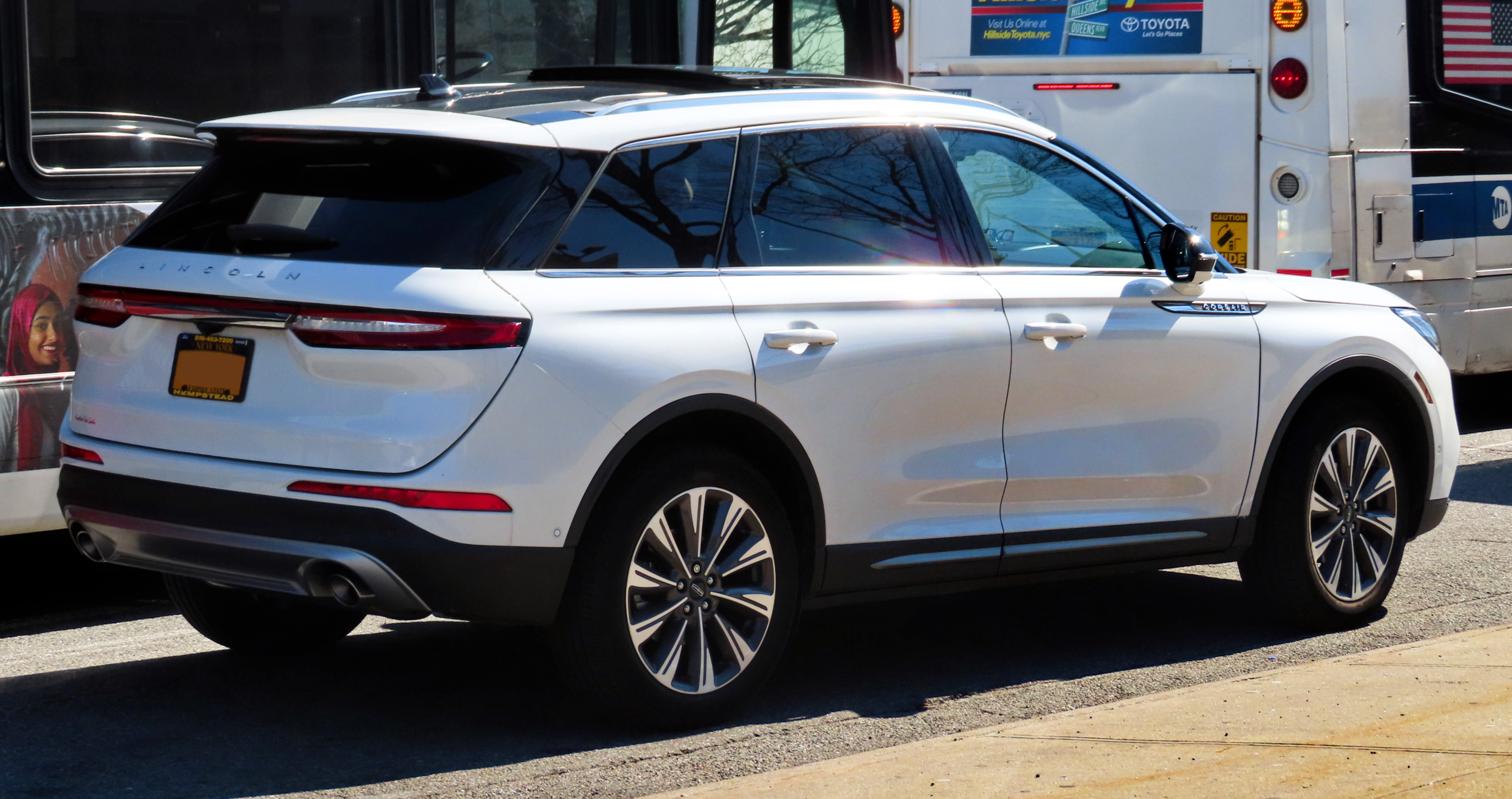
Heckansicht

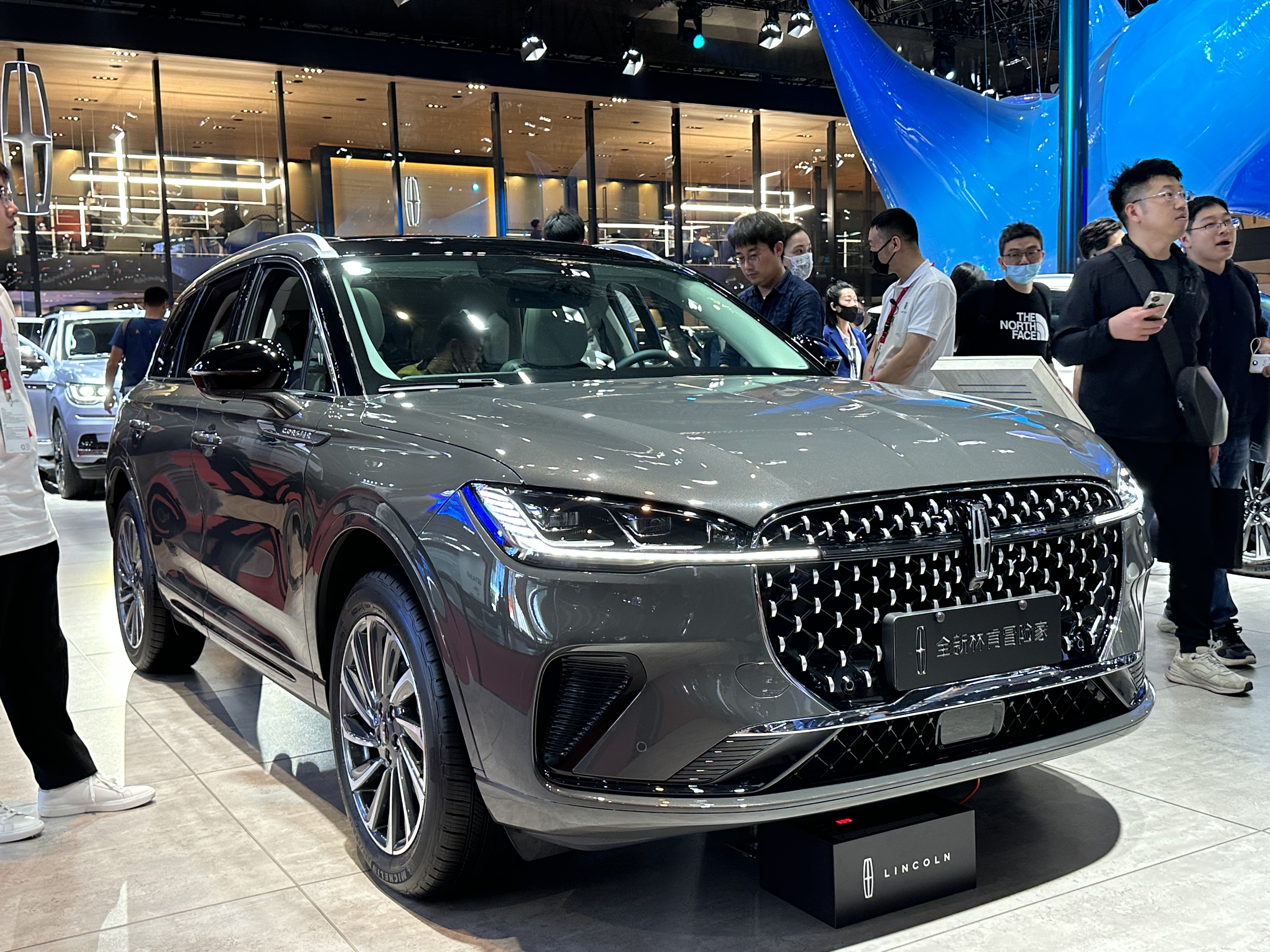
Lincoln Corsair (seit 2022)

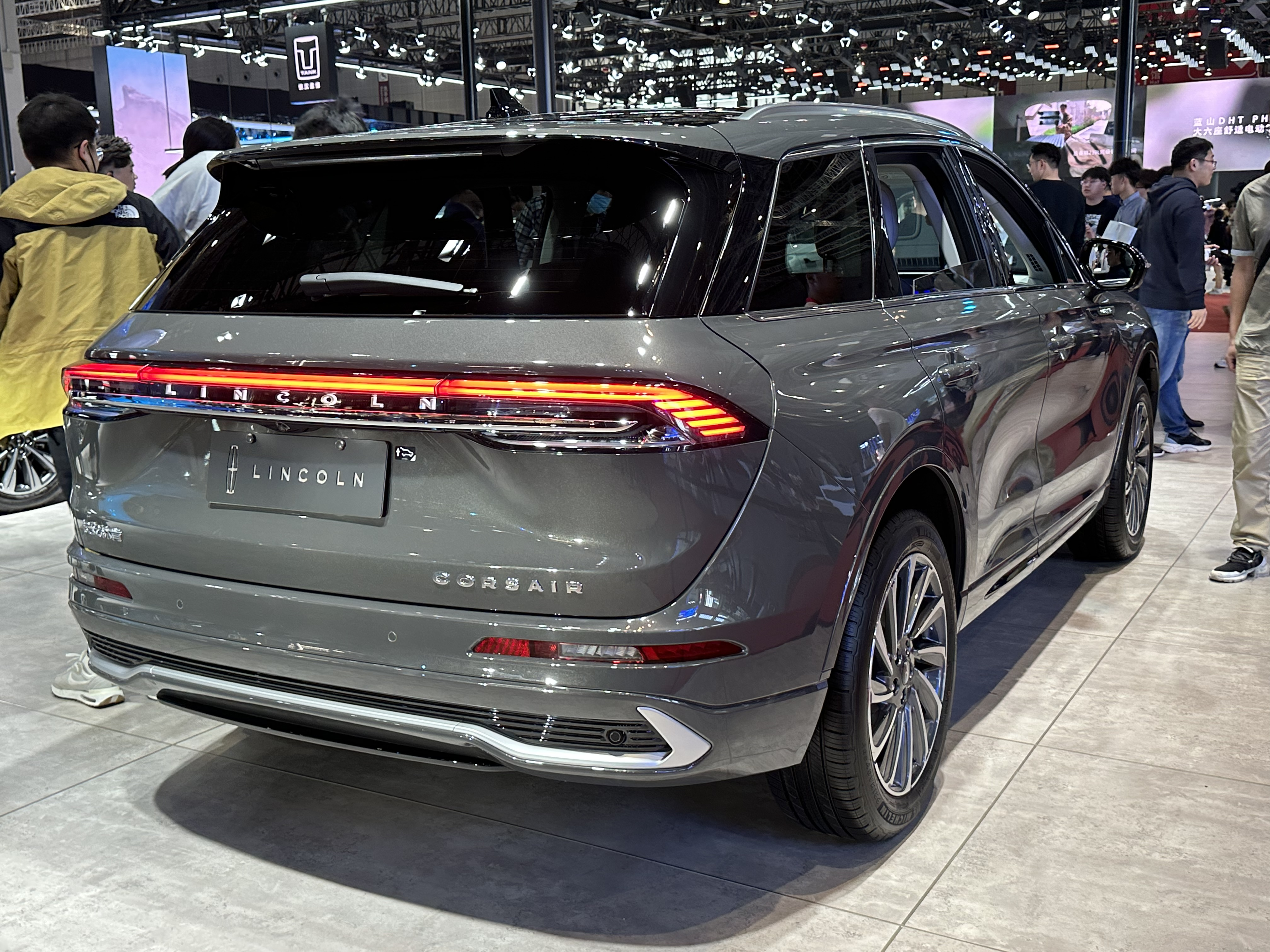
Heckansicht

Lincoln Corsair ist ein Pkw-Modell der zur Ford Motor Company gehörenden Premiummarke Lincoln.

## Überblick
Das Auto wurde zuerst auf der New York Auto Show 2019 vorgestellt. Eine überarbeitete Version debütierte im September 2022. Sein Name ist nach Angaben des Herstellers vom lateinischen Wort „cursus“ (zu Deutsch „Reise“) inspiriert. Das Modell basiert auf der Plattform der Konzernbrüder Ford Escape und Ford Kuga.
Das Aussehen des Modells soll sich an den größeren Modellen Navigator und Aviator orientieren. Es hat zwei Sitzreihen und soll im Innenraum sehr leise sein; dafür wurde mit extra Schalldämmung gearbeitet und ein Active-Noise-Control-System eingebaut. Warntöne werden vom Detroit Symphony Orchestra eingespielt.

## Versionen
Es gab zum Start zwei benzinbetriebene Vierzylindermotoren mit Abgasturboaufladung. Der erste Motor ist ein 2,0-Liter-Motor mit einer Leistung von 250 hp (186 kW) und einem maximalen Drehmoment von 280 lbf·ft (380 N·m) und der andere ist ein 2,3-Liter-Motor mit einer Leistung von 295 hp (220 kW) und einem maximalen Drehmoment von 310 lbf·ft (420 N·m); (Angaben mit 93-AON-Kraftstoff (vergleichbar mit Super Plus) nach dem Standard SAE J1349 ermittelt). Der Motor ist an ein automatisches Getriebe mit acht Fahrstufen gekoppelt. Das Drehmoment wird auf alle vier Räder übertragen, die einzeln aufgehängt sind. Der 2,3-Liter-Motor entfiel mit der Modellpflege.
Auf der LA Auto Show zeigte Lincoln im November 2019 die Plug-in-Hybrid-Version des Corsair. Für die Antriebstechnik wird die Technik aus dem Ford Escape genutzt. Der Batteriespeicher soll eine Kapazität von 14,4 kWh haben, womit das Auto laut Werksangabe 40 km rein elektrisch fahren soll. Der Verkaufsstart in den USA erfolgte im Mai 2021. In China erfolgte die Markteinführung mit einem kleineren Verbrennungsmotor im August 2021. Die elektrische Reichweite nach NEFZ wird mit 64 km angegeben.

### Technische Daten
|                                | 2.0T (China)               | 2.0T (USA)                 | 2.0T (China)                  | 2.3T (USA)                 | Hybrid (China)              | Hybrid (China)              | Hybrid (USA)                |
| Bauzeitraum                    | 03/2020–04/2023            | seit 05/2019               | seit 04/2023                  | 05/2019–09/2022            | seit 04/2024                | 08/2021–04/2024             | seit 05/2021                |
| Motorkenndaten                 |                            |                            |                               |                            |                             |                             |                             |
| Motortyp                       | R4-Ottomotor               | R4-Ottomotor               | R4-Ottomotor                  | R4-Ottomotor               | R4-Ottomotor + Elektromotor | R4-Ottomotor + Elektromotor | R4-Ottomotor + Elektromotor |
| Motoraufladung                 | Turbolader                 | Turbolader                 | Turbolader                    | Turbolader                 | —                           | —                           | —                           |
| Hubraum                        | 1999 cm³                   | 1999 cm³                   | 1995 cm³                      | 2261 cm³                   | 1498 cm³                    | 1497 cm³                    | 2488 cm³                    |
| max. Leistung bei min−1        | 180 kW (245 PS) / 5500     | 186 kW (253 PS) / 5500     | 192 kW (261 PS) / 5500        | 220 kW (299 PS) / 5500     | 153 kW (208 PS) / 6000      | 203 kW (276 PS) / 6000      | 199 kW (271 PS)             |
| max. Drehmoment bei min−1      | 390 Nm / 2500–3500         | 380 Nm / 3000              | 395 Nm / 2500–4000            | 515 Nm / 3000              | k. A.                       | k. A.                       | k. A.                       |
| Kraftübertragung               |                            |                            |                               |                            |                             |                             |                             |
| Antrieb, serienmäßig           | Vorderradantrieb           | Vorderradantrieb           | Vorderradantrieb              | Allradantrieb              | Vorderradantrieb            | Allradantrieb               | Allradantrieb               |
| Antrieb, optional              | (Allradantrieb)            | (Allradantrieb)            | (Allradantrieb)               | —                          | —                           | —                           | —                           |
| Getriebe, serienmäßig          | 8-Stufen-Automatikgetriebe | 8-Stufen-Automatikgetriebe | 8-Stufen-Automatikgetriebe    | 8-Stufen-Automatikgetriebe | Stufenloses Getriebe        | Stufenloses Getriebe        | Stufenloses Getriebe        |
| Messwerte                      |                            |                            |                               |                            |                             |                             |                             |
| Höchstgeschwindigkeit          | 215 km/h (220 km/h)        | k. A.                      | 218 km/h (220 km/h)           | k. A.                      | 180 km/h                    | 190 km/h                    | k. A.                       |
| Beschleunigung, 0–100 km/h     | 7,4 s (6,8 s)              | k. A.                      | 7,2 s (7,2 s)                 | k. A.                      | k. A.                       | k. A.                       | k. A.                       |
| Kraftstoffverbrauch auf 100 km | 7,5 l Super (7,9 l Super)  | 9,4 l Super (9,8 l Super)  | 8,0 l Super (8,4–8,6 l Super) | 9,8 l Super                | 5,4–5,6 l Super             | 1,5 l Super                 | 3,0 l Super                 |
| Tankinhalt                     | 62 l                       | 61 l                       | 67 l                          | 61 l                       | 67 l                        | 42 l                        | 61 l                        |

- Werte in Klammern für Modelle mit optionalem Antrieb.